# Lista över offentlig konst i Sundbybergs kommun
Det här är en lista över offentlig konst i Sundbybergs kommun. Listan är en ofullständig förteckning över främst utomhusplacerad offentlig konst i Sundbybergs kommun. 

## Utplacerade konstverk
| Titel                                                         | Konstnär(er)           | Årtal                                              | Beskrivning | Typ - material                              | Stadsdel/ort        | Plats Koordinater                                                                                      | Bild                                                             |
| ------------------------------------------------------------- | ---------------------- | -------------------------------------------------- | --- | ------------------------------------------- | ------------------- | --- | ---------------------------------------------------------------- |
| Industribrunnen med Den lyckliga familjen                     | Carl Fagerberg         | 1933                                               | Fontänen uppfördes 1933 och invigdes den 1 maj 1934 av Nils Edén, landshövding i Stockholms län. Brunnen, även kallad Industribrunnen, pryds även av fyra stycken bronsreliefer som symboliserar stadens dåvarande fabriker såsom Marabou, Sieverts Kabelverk, Spis- & Knäckebrödsfabriken och Bryggeriet Kronan.                                                        | Brons                                       | Centrala Sundbyberg | Sundbybergs torg, Landsvägen 59.3626, 17.9705                                                          | Fler bilder                                                      |
| Lodjur med unge                                               | Carl Fagerberg         |                                                    | | Sten                                        | Centrala Sundbyberg | Vid Lötsjön/Gröna stugan, Ursviksvägen 59.37248, 17.96635                                              | Lodjur med unge                                                  |
| Spjutkastaren                                                 | Carl Fagerberg         | 1939                                               | Ursprungligen fick konstnären Carl Eldh uppdraget att skulptera en spjutkastare till Stockholms Olympiastadions 25-årsjubileum 1937. Den blev emellertid aldrig färdig, varför uppdraget i stället gick till Carl Fagerberg. År 1940 ställdes Carl Fagerbergs Spjutkastaren upp på sin sockel vid Tulegatan - Fredsgatan i Sundbyberg. Se historik under Carl Fagerberg. | Brons                                       | Centrala Sundbyberg | Idrottsplatsen, Rondellen Fredsgatan 59.36778, 17.9662                                                 | Fler bilder                                                      |
| Trappan                                                       | Emil Näsvall           |                                                    | | Brons                                       | Storskogen          | Ängskolan, Vackra vägen 6 59.36757, 17.97357                                                           | Trappan                                                          |
| Uppe med tuppen                                               | Sivert Rapp            | 1968                                               | | Metall                                      |                     | Förvaltaren, Ekbacken, Järnvägsgatan 23 koordinater saknas                                             |                                                                  |
| Draken                                                        | Sixten Haage           |                                                    | | Glasfiber                                   |                     | Öppna förskolan Junibacken, Lötsjövägen 67 59.37353, 17.96759                                          |                                                                  |
| Flyttfåglar                                                   | Sonja Högström         | 1971                                               | | Metall                                      | Duvbo               | Vid Lötsjön, Korsningen Karlavägen/Ursviksvägen 59.37076, 17.96132                                     | Flyttfåglar                                                      |
| A.P. Löfström, Sundbybergs grundare                           | Carl Fagerberg         | 1944, sedan 1946 placerad i Tornparken, Sundbyberg | Byst föreställande Anders Petter Löfström (1831-1909), Sundbybergs grundare. Bysten i svart granit, som står i Tornparken i Sundbyberg sedan 1946, utfördes 1944 av skulptören Carl Fagerberg (1878-1948). | Svart granit, diabas                        | Centrala Sundbyberg | Trappan från Esplanadens sluttning mot Tornparken, Korsningen Esplanaden/Vegagatan. 59.36431, 17.96737 | Fler bilder                                                      |
| Plåtrelief i rytmisk utformning                               | Sonja Högström         |                                                    | | Plåt                                        |                     | Förvaltaren, Örsvängen, garageinfart koordinater saknas                                                |                                                                  |
| Plåtrelief i rytmisk utformning                               | Sonja Högström         |                                                    | | Plåt                                        |                     | Förvaltaren, Spelmanshöjden mot Logdansplan koordinater saknas                                         |                                                                  |
| Rytmisk lek                                                   | Sonja Högström         |                                                    | | Brons                                       | Lilla Alby          | Tuvanparken, Humblegatan/Trädgårdsgatan 59.35849, 17.96634                                             | Rytmisk lek                                                      |
| Lågan                                                         | Leo Janis Brieditis    |                                                    | | Brons                                       | Lilla Alby          | Tuvanparken, Humblegatan/Trädgårdsgatan 59.3589, 17.96679                                              | Lågan                                                            |
| Fri                                                           | Peter Linde            |                                                    | | Brons                                       |                     | Stadshuset, Östra Madenvägen 4 59.37829, 17.96269                                                      |                                                                  |
| Untitled Endless Reading öppet magasin                        | Jacob Dahlgren         |                                                    | |                                             |                     | Stadsbiblioteket, Esplanaden 10 koordinater saknas                                                     |                                                                  |
| Untitled Endless Reading bokstapel                            | Jacob Dahlgren         |                                                    | |                                             |                     | Stadsbiblioteket, Esplanaden 10 koordinater saknas                                                     |                                                                  |
| Målvakten                                                     | Knut Erik Lindberg     |                                                    | | Brons                                       | Centrala Sundbyberg | Idrottsplatsen, innanför grinden, Fredsgränd 59.3687, 17.9661                                          |                                                                  |
| Sinsemellor                                                   | Arne Jones             |                                                    | | Glasfib er                                  |                     | Ekbackens äldreboende, Ekbacksgränd 6 koordinater saknas                                               |                                                                  |
| En räv bakom örat                                             | Ann-Charlott Fornhed   | 2010                                               | | Betong                                      | Storskogen          | Ängskolan, Vackra vägen 6 59.36649, 17.97411                                                           | En räv bakom örat                                                |
| Udda vänner I & II                                            | Ann-Charlott Fornhed   | 2010                                               | | Metall                                      | Storskogen          | Ängskolan, Vackra vägen 6 koordinater saknas                                                           |                                                                  |
| Björnkram & Björnbus                                          | Ann-Charlott Fornhed   | 2010                                               | | Metall                                      | Storskogen          | Ängskolan, Vackra vägen 6 koordinater saknas                                                           |                                                                  |
| Hej kompis I & II                                             | Ann-Charlott Fornhed   |                                                    | | Metall                                      | Storskogen          | Ängskolan, Vackra vägen 6 koordinater saknas                                                           |                                                                  |
| Granitäpple                                                   | Thommy Bremberg        | 2010                                               | | Sten                                        |                     | Granatäpplets förskola, Milstensvägen 46 koordinater saknas                                            |                                                                  |
| Bullerplank                                                   | Anna Svensson          | 2011                                               | | Trä                                         |                     | Ursvik, Längs väg 279 koordinater saknas                                                               |                                                                  |
| Drop Rock                                                     | Zunino Ignestam Studio | 2013                                               | | Sten                                        |                     | Ursvik, Milstensvägen koordinater saknas                                                               |                                                                  |
| Yellow Flow                                                   | Thorbjörn Johansson    | 2013                                               | | Metall                                      |                     | Brotorpshallen, Ursviksvägen koordinater saknas                                                        |                                                                  |
| Bäckens dans                                                  | Sivert Rapp            | 1978                                               | | Metall                                      | Centrala Sundbyberg | Simhallen, Bergaliden 1 59.36851, 17.96687                                                             | Bäckens dans                                                     |
| Klocksockel eller Klockpelaren Även känd som: Motormonumentet | Carl Fagerberg         | 1927                                               | | Granit                                      | Centrala Sundbyberg | Korsning Järnvägsgatan-Stationsgatan 59.36187, 17.96875                                                | Fler bilder                                                      |
| Röda mattan                                                   | Mari Pårup             |                                                    | | Sten                                        |                     | Gångtunnel, Stationsgatan koordinater saknas                                                           |                                                                  |
| Interactive                                                   | Daan Roosegaarde       | 2013                                               | |                                             |                     | Långa torget, Ursviks allé koordinater saknas                                                          |                                                                  |
| Park i gata                                                   | Monika Gora            | 2013                                               | | Polyester                                   |                     | Pocket park, Stallgatan koordinater saknas                                                             |                                                                  |
| Det mörka rummet - En studio i ljus i tre delar               | Sofia Änghede          | 2010                                               | | Fotografi                                   |                     | Svenska Kraftnäts huvudkontors entré (inomhus) koordinater saknas                                      | Det är troligen inte ok att ladda upp en bild av detta konstverk |
| Sundbybergs zoo                                               | Sivert Rapp            | 1965                                               | En rad av pelare med reliefer föreställande olika djur | reliefer - Rostfritt stål, koppar och brons | Centrala Sundbyberg | Åhlénshuset i Sundbybergs centrum 59.3607, 17.9709                                                     | Sundbybergs zoo                                                  |
| Junibruden                                                    | Arne Sandström         | 1971                                               | | Skulptur - Brons                            | Storskogen          | Tuletorget koordinater saknas                                                                          | Junibruden                                                       |
| Vakande                                                       | Barbro Hedström        | 2014                                               | | Skulptur                                    | Duvbo               | askgravlund på Duvbo kyrkogård 59.37462, 17.95802                                                      | Fler bilder                                                      |
| Med karta och kompass                                         | Leo Janis-Brieditis    |                                                    | Skulptur till minne av den första civila orienteringslöpningen | Skulptur                                    | Centrala Sundbyberg | Korsningen Vasagatan/Landsvägen vid Sundbybergs torg 59.36162, 17.96642                                | Fler bilder                                                      |

## Marabouparken
För mer information om konsten i Marabouparken se Konst i Marabouparken
| Titel                                          | Konstnär(er)           | Årtal | Beskrivning | Typ - material | Plats Koordinater                                  | Bild                   |
| ---------------------------------------------- | ---------------------- | ----- | ----------- | -------------- | -------------------------------------------------- | ---------------------- |
| Lekande björnar                                | Gustav Vigeland        |       |             | Brons          | Marabouparken, Löfströmsvägen 8 59.36465, 17.9553  | Lekande björnar        |
| Förvandlingarnas brunn                         | Eric Grate             | 1944  |             | Granit         | Marabouparken, Löfströmsvägen 8 59.36366, 17.95833 | Fler bilder            |
| Zeus/Poseidon                                  | Okänd                  |       |             | Brons          | Marabouparken, Löfströmsvägen 8 59.36411, 17.95745 | Zeus/Poseidon          |
| Stadens tecken Även känd som: Stadens ljus     | Lennart Rodhe          | 1970  |             | Stengods       | Marabouparken, Löfströmsvägen 8 koordinater saknas | Stadens tecken         |
| Den förlorade sonen                            | Leonard Baskin         | 1971  |             | Brons          | Marabouparken, Löfströmsvägen 8 koordinater saknas | Den förlorade sonen    |
| Isak Även känd som: Isaac                      | Leonard Baskin         | 1973  |             | Brons          | Marabouparken, Löfströmsvägen 8 59.36425, 17.9577  | Isak                   |
| Sörjande kvinna Även känd som: Mourning woman  | Leonard Baskin         | 1971  |             | Brons          | Marabouparken, Löfströmsvägen 8 59.36429, 17.9575  | Sörjande kvinna        |
| Kungen rider Eriksgata                         | Ivar Johnsson          | 1942  |             | Granit         | Marabouparken, Löfströmsvägen 8 koordinater saknas | Kungen rider Eriksgata |
| Boxare                                         | Nils Möllerberg        | 1926  |             | Brons          | Marabouparken, Löfströmsvägen 8 59.36415, 17.9578  | Boxare                 |
| Hjortdjur                                      | Arvid Knöppel          | 1948  |             | Brons          | Marabouparken, Löfströmsvägen 8 59.36446, 17.9554  | Hjortdjur              |
| Maggy                                          | Raymond Duchamp-Villon | 1912  |             | Brons          | Marabouparken 59.36438, 17.95687                   | Maggy                  |
| Klocktornet                                    | Émile Gilioli          | 1958  |             | Brons          | Marabouparken 59.36382, 17.95797                   | Klocktornet            |
| Margit                                         | Bror Hjorth            | 1946  |             | Brons          | Marabouparken koordinater saknas                   | Margit                 |
| Kvinna vid havet                               | Ivar Johnsson          | 1932  |             | Brons          | Marabouparken koordinater saknas                   | Kvinna vid havet       |
| Undinerna                                      | Henri Laurens          | 1934  |             | Bly            | Marabouparken 59.36405, 17.95763                   | Undinerna              |
| Grande Cavallo Även känd som: Den stora hästen | Marino Marini          | 1951  |             | Brons          | Marabouparken 59.36372, 17.95812                   | Grande Cavallo         |

## Rissne
| Titel                                | Konstnär(er)      | Årtal | Beskrivning                                          | Typ - material   | Plats Koordinater                                                     | Bild                      |
| ------------------------------------ | ----------------- | ----- | ---------------------------------------------------- | ---------------- | --------------------------------------------------------------------- | ------------------------- |
| Tax med blått klot                   | Therese Clewestam | 1997  |                                                      | brons och betong | Trossvägen, gångväg upp till bostadsområdet 59.3764, 17.94217         | Tax med blått klot        |
| Katt med blått klot                  | Therese Clewestam | 1997  |                                                      |                  | Kv. Spaden 59.37633, 17.94754                                         | Katt med blått klot       |
| Blå katt                             | Therese Clewestam |       |                                                      |                  | Kv. Solskiftet, kv. Lien eller kv. Spaden koordinater saknas          |                           |
| Äpple                                | Therese Clewestam | 1997  |                                                      |                  | Kv. Spaden 59.37603, 17.94628                                         | Äpple                     |
| Päron                                | Therese Clewestam | 1997  |                                                      |                  | Kv. Spaden 59.37723, 17.94603                                         | Päron                     |
| Plommon                              | Therese Clewestam | 1997  |                                                      |                  | Kv. Spaden 59.37637, 17.94495                                         | Plommon                   |
| Näbbmus                              | Therese Clewestam | 1997  |                                                      |                  | Kv. Spaden 59.37699, 17.94739                                         | Näbbmus                   |
| Snigel                               | Therese Clewestam | 1997  |                                                      |                  | Kv. Solskiftet 59.37806, 17.94215                                     | Snigel                    |
| Orm                                  | Therese Clewestam |       |                                                      |                  | Kv. Solskiftet, kv. Lien eller kv. Spaden koordinater saknas          |                           |
| Vattenliljor                         | Sicilia Ekvall    | 1997  |                                                      |                  | Kv. Spaden eller kv. Lien 59.3762, 17.94581                           | Vattenliljor              |
| I fruktträdgården                    | Sicilia Ekvall    | 1997  |                                                      |                  | Kv. Solskiftet 59.37789, 17.94224                                     | I fruktträdgården         |
| En kruka fylld av drömmar            | Hertha Hillfon    | 1997  |                                                      |                  | Kv. Lien 59.37677, 17.9437                                            | En kruka fylld av drömmar |
| Tuppen Hammurabi                     | Hertha Hillfon    | 1997  |                                                      |                  | Kv. Lien 59.37665, 17.94351                                           | Tuppen Hammurabi          |
| Jorden och Himlen                    | Luigi Inganni     | 1997  |                                                      |                  | Kv. Spaden 59.37722, 17.94616                                         | Jorden och Himlen         |
| Drottning Kristina                   | Marianne Jonsson  |       |                                                      |                  | Kv. Artilleristen koordinater saknas                                  |                           |
| Kristinas tronstol                   | Marianne Jonsson  |       |                                                      |                  | Kv. Artilleristen koordinater saknas                                  |                           |
| Maria                                | Marianne Jonsson  |       |                                                      |                  | Kv. Artilleristen koordinater saknas                                  |                           |
| Karla                                | Marianne Jonsson  |       |                                                      |                  | Kv. Artilleristen koordinater saknas                                  |                           |
| Leo                                  | Marianne Jonsson  |       |                                                      |                  | Kv. Artilleristen koordinater saknas                                  |                           |
| Väkterska                            | Peter Linde       |       |                                                      |                  | Kv. Batteriet koordinater saknas                                      |                           |
| Sångare                              | Peter Linde       |       |                                                      |                  | Kv. Batteriet koordinater saknas                                      |                           |
| Torso                                | Peter Linde       |       |                                                      |                  | Kv. Batteriet koordinater saknas                                      |                           |
| Apan                                 | Evert Lindfors    |       |                                                      |                  | Kv. Vikingen koordinater saknas                                       |                           |
| Fågel                                | Evert Lindfors    |       |                                                      |                  | Kv. Vikingen koordinater saknas                                       |                           |
| Djur från Camargue                   | Evert Lindfors    |       |                                                      |                  | Kv. Vikingen koordinater saknas                                       |                           |
| Snus                                 | Aline Magnusson   | 1997  | En liten ekorre på en sten                           |                  | Kv. Skvadronen 59.37462, 17.94287                                     | Snus                      |
| Sissi                                | Aline Magnusson   | 1997  | En kanin på en sten                                  |                  | Kv. Skvadronen 59.37415, 17.94162                                     | Sissi                     |
| Smirre                               | Aline Magnusson   | 1997  | En katt på en sten                                   |                  | Kv. Skvadronen 59.37384, 17.94345                                     | Smirre                    |
| Myran                                | Aline Magnusson   |       |                                                      |                  | Kv. Skvadronen koordinater saknas                                     |                           |
| Gråben                               | Aline Magnusson   | 1997  | En vargunge på en sten                               |                  | Kv. Skvadronen 59.37452, 17.94207                                     | Gråben                    |
| Mulle                                | Aline Magnusson   | 1997  | En gris på en sten                                   |                  | Kv. Skvadronen 59.37449, 17.94449                                     | Mulle                     |
| Pyret                                | Aline Magnusson   |       |                                                      |                  | Kv. Skvadronen koordinater saknas                                     |                           |
| Fabian                               | Aline Magnusson   | 1997  | En uggla på en sten                                  |                  | Kv. Skvadronen 59.37532, 17.94318                                     | Fabian                    |
| Lilla bocken Bruse                   | Aline Magnusson   | 1997  | En liten bock på en sten                             |                  | Kv. Skvadronen 59.37508, 17.94159                                     | Lilla bocken Bruse        |
| Smulan                               | Aline Magnusson   | 1997  | En liten katt på en sten                             |                  | Kv. Skvadronen 59.37415, 17.94162                                     | Smulan                    |
| Russin                               | Aline Magnusson   |       |                                                      |                  | Kv. Skvadronen koordinater saknas                                     |                           |
| Goliat                               | Aline Magnusson   | 1997  | En tupp på en sten                                   |                  | Kv. Skvadronen 59.37369, 17.94298                                     | Goliat                    |
| Spelande tjäder                      | Torsten Renqvist  |       |                                                      |                  | Kv. Vikingen koordinater saknas                                       |                           |
| Paddan                               | Torsten Renqvist  |       |                                                      |                  | Kv. Vikingen koordinater saknas                                       |                           |
| Störtande fågel                      | Torsten Renqvist  |       |                                                      |                  | Kv. Vikingen koordinater saknas                                       |                           |
| Sittgrupp Korall                     | Sam Stigsson      |       |                                                      |                  | Kv. Räfsan m. fl. koordinater saknas                                  |                           |
| Bänk Spalje, samt snäckor vid portar | Sam Stigsson      |       |                                                      |                  | Kv. Räfsan m. fl. koordinater saknas                                  |                           |
| Vilande björn                        | Kent Ullberg      | 1997  | En björn liggandes på en sten                        |                  | Kv. Divisionen 59.376, 17.93618                                       | Vilande björn             |
| Återuppståndelse                     | Kent Ullberg      | 1997  | En hök, sittandes på en gren och tittar rakt upp     |                  | Kv. Divisionen 59.37603, 17.9355                                      | Återuppståndelse          |
| Utterstudie                          | Kent Ullberg      | 1997  | En utter ståendes på två ben                         |                  | Kv. Divisionen 59.37612, 17.93453                                     | Utterstudie               |
| Stjärtänder                          | Kent Ullberg      | 1997  | Ett par stjärtänder där den ena sträcker ut vingarna |                  | Kv. Divisionen 59.37625, 17.93432                                     | Stjärtänder               |
| Örnpar                               | Kent Ullberg      | 1997  | Ett örnpar sittandes tätt tillsammans                |                  | Kv. Divisionen 59.37619, 17.93337                                     | Örnpar                    |
| Spelplats                            | Kent Ullberg      | 1997  | Ett par skäggdoppingar ståendes vända från varandra  |                  | Kv. Divisionen 59.37603, 17.93253                                     | Spelplats                 |
| Eufori                               | Mats Åberg        |       |                                                      |                  | Kv. Vikingen koordinater saknas                                       |                           |
| Spejare                              | Mats Åberg        |       |                                                      |                  | Kv. Vikingen koordinater saknas                                       |                           |
| Skugga                               | Mats Åberg        |       |                                                      |                  | Kv. Vikingen koordinater saknas                                       |                           |
| Par                                  | Mats Åberg        |       |                                                      |                  | Kv. Vikingen koordinater saknas                                       |                           |
| Katt och nystan                      | Helene Aurell     | 2015  | En katt lekandes med ett stort blått garnnystan      |                  | Vid gångvägen mellan kv. Skvadronen och kv. Spaden 59.37589, 17.94549 | Katt och nystan           |

## Tidigare utplacerade konstverk
Nedan följer en lista på konstverk som tidigare varit utplacerade men nu är i förvar, förstörda eller försvunna.
| Titel | Konstnär(er)      | Årtal | Beskrivning | Typ - material | Stadsdel/ort | Tidigare plats Koordinater | Bild  |
| ----- | ----------------- | ----- | ----------- | -------------- | ------------ | -------------------------- | ----- |
| Padda | Therese Clewestam | 1997  |             |                | Rissne       | Kv. Lien 59.37692, 17.9423 | Padda |

## Fotnoter
1. ↑  Uner 2015 flyttad från tidigare placering på Golfängarna, vid Dimslöjan.
2. ↑  kopia av grekisk skulptur från 480-450 före Kristus
3. ↑  Verket är uppfört på två torn/ingångar till parkeringshuset. Det andra finns på 59°22′35″N 17°56′43″Ö / 59.376367°N 17.945235°Ö
4. ↑  Verket är uppfört på två torn/ingångar till parkeringshuset. Det andra finns på 59°22′39″N 17°56′32″Ö / 59.377531°N 17.942304°Ö
5. ↑  Verket är uppfört på två torn/ingångar till parkeringshuset. Det andra finns på 59°22′37″N 17°56′48″Ö / 59.377040°N 17.946761°Ö
6. ↑  Försvunnen sedan senast 2015-11-21